# Рајли (певач)
Рани Петерсен (Торсхавн, 24. новембра 1997), професионално познат као Рајли, је фарски певач и инфлуенсер. Представљаће Данску на Песми Евровизије 2023. са песмом Breaking My Heart.

## Каријера

### Melodi Grand Prixи Евровизија
Рајли је најављен као један од такмичара Melodi Grand Prix, данског националног финала за Песму Евровизије 2023, са песмом Breaking My Heart. Међутим, био је у опасности од дисквалификације из такмичења након што је откривено да је извео песму на фестивалу Slow Life Slow Live у Сеулу, у Јужној Кореји 2022. године, што је кршење правила такмичења.  Упркос томе, касније је потврђено да неће бити дисквалификован и да ће се такмичити. Касније је победио на такмичењу и потом постао дански представник на Песми Евровизије. Он је први Ферјаранин да представља Данску на Евровизији.

## Дискографија

### ЕП
- BRB, Having an Identity Crisis (2021)

### Синглови
- Let It Ring (2021)[8]
- Superman (2021)
- Blah Blah Blah
- Moonlight са AB6IX (2022)
- Breaking My Heart (2023)